# Articolo 3 della Costituzione italiana
L'articolo 3 della Costituzione italiana sancisce il principio di uguaglianza tra tutti i cittadini come un diritto fondamentale.

## Testo
È compito della Repubblica rimuovere gli ostacoli di ordine economico e sociale, che, limitando di fatto la libertà e l'eguaglianza dei cittadini, impediscono il pieno sviluppo della persona umana e l'effettiva partecipazione di tutti i lavoratori all'organizzazione politica, economica e sociale del Paese.»
(Articolo 3 della Costituzione italiana)

## Storia
Nel 1946 l’Italia ebbe la possibilità di votare a favore della monarchia, e quindi continuare con lo stesso regime sostenuto fino a quel momento, o a favore della repubblica. Il 2 giugno 1946 dopo l’esito della votazione, si decise la repubblica come forma politica da utilizzare, e da quel giorno si iniziò a dare forma alla nuova repubblica italiana e a sottoscrivere la costituzione.  I diritti e le tutele sociali erano carenti. Nella Costituzione si voleva affermare che l’obiettivo della Repubblica sarebbe stato quello di aiutare i cittadini ad avere un regime di vita dignitoso. 
L'11 settembre 1946 venne scritta la prima parte dell'articolo 3 della Costituzione che nel corso degli anni ha subito diverse modifiche, mentre il 18 ottobre 1946 venne approvato l’articolo che dichiarava: «Il lavoro e la sua partecipazione concreta negli organismi economici sociali e politici è il fondamento della democrazia italiana», da cui in seguito prenderà spunto l'Articolo 1 della Costituzione italiana.
Tutti i cittadini hanno pari dignità e sono eguali davanti alla legge, senza distinzione di sesso, di razza, di lingua, di religione, di opinioni politiche, di condizioni personali e sociali.
Il 22 dicembre 1947, dopo diverse modifiche, venne approvato definitivamente ed inserito nella Costituzione con le seguenti parole:
«Tutti i cittadini hanno pari dignità e sono eguali davanti alla legge, senza distinzione di sesso, di razza, di lingua, di religione, di opinioni politiche, di condizioni personali e sociali. È compito della Repubblica rimuovere gli ostacoli di ordine economico e sociale, che, limitando di fatto la libertà e l'eguaglianza dei cittadini, impediscono il pieno sviluppo della persona umana e l'effettiva partecipazione di tutti i lavoratori all'organizzazione politica, economica e sociale del Paese».

## Contenuti

### Significato di uguaglianza
L’uguaglianza trattata nell'articolo 3 della Costituzione è innanzitutto formale; dunque è trattata la parificazione dei singoli di fronte alla legge: un cittadino può essere cattolico, ebreo, musulmano o ateo, ma per la legge non cambia nulla, non vi sono distinzioni e i suoi diritti restano i medesimi.
La seconda parte dell’articolo, implica che la Repubblica debba favorire l’uguaglianza sostanziale, ossia l’uguaglianza effettiva: vi sono fattori che possono determinare tra i cittadini una diversità tale da impedire l’esercizio dei diritti fondamentali, come può essere la scarsa istruzione o la provenienza da un ambiente degradato.
Il principio di uguaglianza è molto radicato nella società, anche se episodi di razzismo e di intolleranza sembrano metterlo in discussione. Questo principio afferma che gli uomini posseggono gli stessi diritti. Nonostante ciò, razza, sesso, opinioni politiche determinano importanti differenze tra i cittadini, ma non così sostanziali da rendere alcuni superiori e altri inferiori. In una società nella quale vige la democrazia, la diversità è una caratteristica essenziale, senza la quale la democrazia si trasformerebbe in un regime.
Pertanto, l'articolo 3, diviso in due commi, tratta rispettivamente i due principi di uguaglianza formale e sostanziale.

### Uguaglianza formale
Il primo comma sancisce l’uguaglianza dei cittadini di fronte alla legge, andando ad elencare alcune delle caratteristiche più comuni che spesso sono alla base delle discriminazioni. L'interpretazione costituzionale, ritiene che l'articolo non escluda la possibilità di discipline differenti da quelle previste dalla legge (come l'articolo 6 riguardante la tutela delle minoranze linguistiche). 
I trattamenti differenziati sono permessi solo per evitare situazioni penalizzanti per alcune categorie di cittadini; si possono dunque esercitare trattamenti differenziati quando a determinare delle discriminazioni sarebbe la loro non applicazione.
Il principio di uguaglianza non vieta completamente trattamenti differenziati, ma rigetta ogni forma di discriminazione che sia irrazionale o irragionevole.

### Uguaglianza sostanziale
Il secondo comma prevede che lo Stato si impegni attivamente per eliminare le discriminazioni. Quindi è possibile affermare che l’articolo 3 sancisca l’uguaglianza di fatto dei cittadini, e che venga affidato allo Stato il compito di creare le condizioni per le quali si verifichi tutto ciò. Il secondo comma parla di «pieno sviluppo della persona umana», frase che ricorda la «ricerca della felicità», inserita nel 1776 nella Dichiarazione d'indipendenza degli Stati Uniti d'America: essa impone l’obbligo per lo Stato di impegnarsi affinché tutti i suoi cittadini abbiano l'opportunità di concretizzare le aspirazioni personali.
A differenza di un «ben radicato retaggio storico e habitus intellettuale» che fondava il sindacato giurisdizionale soprattutto sul principio di cui al primo comma (uguaglianza formale), negli anni Settanta si diffuse l'uso del secondo comma come forma di difesa dei diritti dei più deboli, grazie all’indipendenza della giurisdizione.
Al giorno d’oggi possiamo dire che ci sono stati diversi progressi per raggiungere la piena uguaglianza, cosa che non si è ancora raggiunta pienamente. Molti sono ancora diversi cittadini con diritti non pienamente acquisiti, spesso in ragione delle condizioni di indigenza in cui versano. Il cammino è lungo ed impervio ma nulla è precluso, perché come dice lo stesso articolo “È compito della Repubblica rimuovere gli ostacoli di ordine economico e sociale, che, limitando di fatto la libertà e l’eguaglianza dei cittadini, impediscono il pieno sviluppo della persona umana”.

### Principio di ragionevolezza
Il principio di ragionevolezza è una conseguenza del principio di uguaglianza elaborato dalla Corte costituzionale. Esso impone che le disposizioni normative contenute in atti di legge siano adeguate o congruenti rispetto al fine del legislatore.
È da considerarsi ragionevole ad esempio una legge a favore della maternità in quanto, nonostante crei un privilegio a favore della donna, lo fa esclusivamente per la tutela del ruolo naturale di madre che può essere assunto solamente dalla donna.
Si ha una violazione della ragionevolezza solo quando un trattamento discriminatorio è considerato in contraddizione con il pubblico interesse perseguito.
Per la verifica della ragionevolezza di una legge sono necessarie: l’indagine sui suoi presupposti di fatto, la valutazione della congruenza tra mezzi e fini, l’accertamento degli stessi fini. Nel caso si riscontri l'irragionevolezza in una legge, essa potrà essere annullata, per illegittimità costituzionale, dalla Corte costituzionale.
Possono insorgere violazioni del principio di ragionevolezza nel caso in cui di fronte alla legge vengono parificate situazioni differenti o anche quando viene prevista una disciplina ingiustificatamente discriminatoria.

## Articoli correlati
Gli articoli connessi al terzo articolo della Costituzione italiana sono i seguenti:
- Articolo 29 comma 2[9], Articolo 37 comma 1[10], Articolo 51 comma 1[11] per quanto riguarda l'assenza di distinzione di sesso.
- Articolo 6[12] per quanto riguarda la tutela delle minoranze linguistiche.
- Articolo 8[13], Articolo 19[14] per quanto riguarda le confessioni religiose e la libertà di professare liberamente la propria fede religiosa.
- Articolo 22[15], facente riferimento alle opinioni politiche.